# رجل عصابة

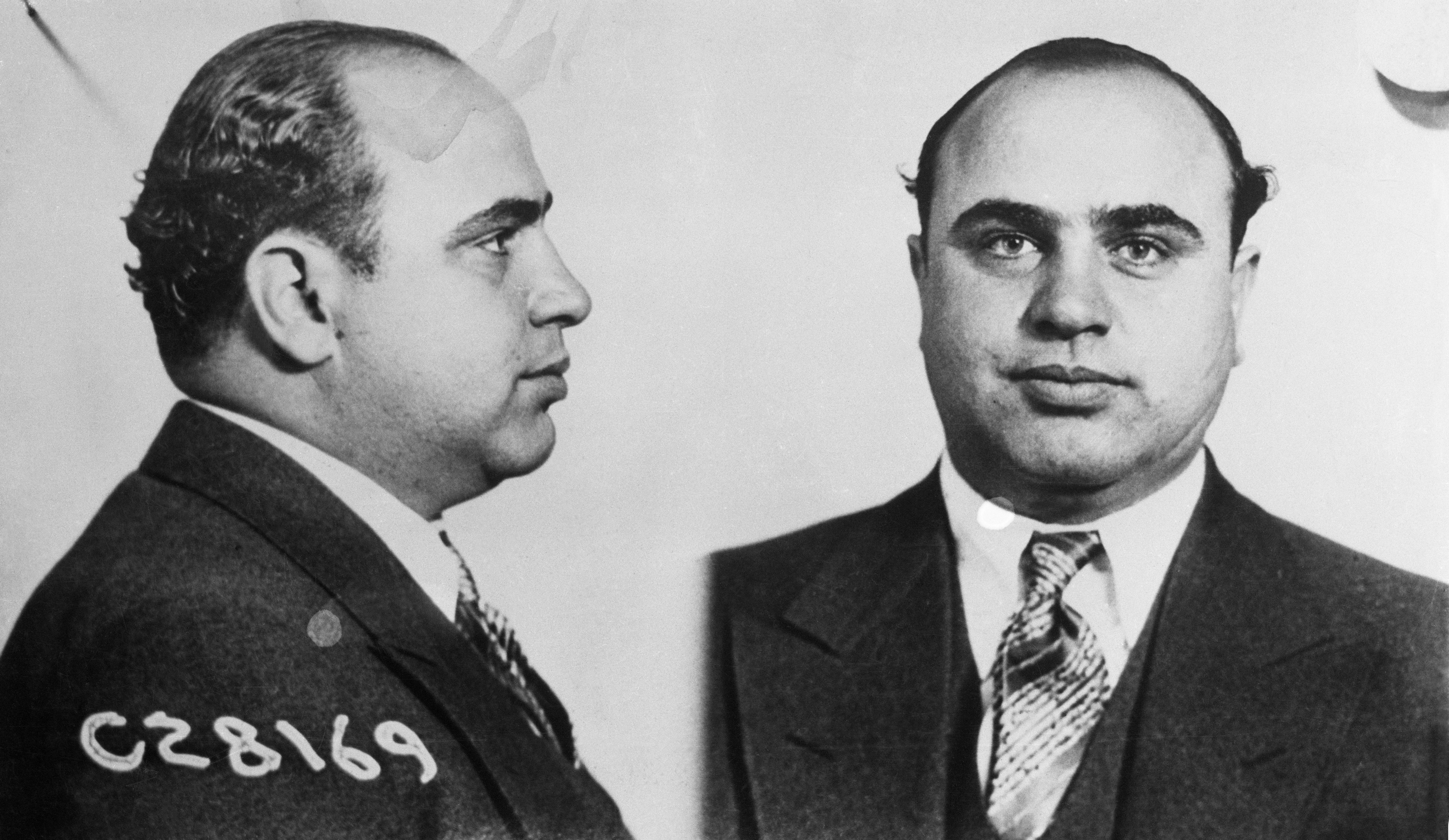

رجل عصابة (بالإنجليزية: Gangster)‏ مجرم عضو في عصابة، بعض العصابات تعتبر جزءاً من الجريمة المنظمة، توفر العصابات مستوى من التنظيم والموارد تدعم الأمور الجنائية الكبيرة والأكثر تعقيدًا مما يمكن أن يحققه الفرد المجرم، رجال العصابات نشطين لسنوات عديدة في بلدان حول العالم. أصبحت بعض العصابات، مثل آل كابوني سيئة السمعة هي موضوع العديد من الروايات والأفلام وألعاب الفيديو.

## العصابات

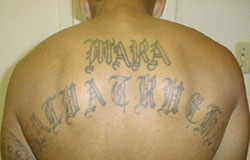
صورة تصور أحد أفراد عصابة MS13

يستخدم مصطلح «عصابة» بشكل عام في منظمة إجرامية، ويصف مصطلح «العصابات» المجرم دائمًا، لقد كتب الكثير عن موضوع العصابات على الرغم من عدم وجود إجماع واضح على ما يشكل عصابة أو ماهية المواقف التي تؤدي إلى تكوين العصابات وتطورها، هناك اتفاق على أن أفراد العصابة لديهم شعور بالهوية والانتماء المشترك ويتم تعزيز ذلك عادةً من خلال الأنشطة المشتركة ومن خلال الملابس الخاصة أو الوشوم أو الحلقات، بعض الأفكار المسبقة قد تكون خاطئة على سبيل المثال كان الرأي السائد بأن التوزيع غير المشروع للمخدرات في الولايات المتحدة يخضع لسيطرة العصابات إلى حد كبير.
قد تكون العصابة مجموعة صغيرة نسبيًا من الأشخاص الذين يتعاونون في الأعمال إلاجرامية، كما هو الحال مع عصابة جيسي جيمس، والتي انتهت بوفاة الزعيم في عام 1882. ولكن قد تكون العصابة مجموعة أكبر ومنظمة رسمية. زعيم. يمكن لعصابات كبيرة ومنظمة تنظيماً جيداً مثل المافيا أو عصابات المخدرات أو عصابة الثالوث الصيني أو حتى عصابات الدراجات النارية الخارجة عن القانون تستطيع القيام بمعاملات معقدة تتجاوز بكثير قدرة الفرد الواحد.
يرتبط مصطلح «الجريمة المنظمة» بالعصابات ولكنه ليس مرادفًا له، إن عصابة الشوارع الصغيرة التي تنخرط في جريمة متدنية المستوى لا يمكن اعتبارها «منظمة».
على الرغم من وجود العصابات في العديد من البلدان وفي أوقات كثيرة في الماضي، فقد لعبت أدوارًا أكثر بروزًا خلال أوقات النظام الاجتماعي الضعيف أو عندما حاولت الحكومات قمع الوصول إلى السلع أو الخدمات التي يوجد طلب كبير عليها.